# ВТА првенство 2007 — појединачно
ВТА првенство 2007 или Сони Ериксон ВТА првенство 2007 представља круну тениске сезоне у женској конкуренцији. Такмичење се одржава 37 пут. Игра се на тврдој подлози у Мадридској арени у Мадриду од 6. — 11. новембра.
На такмичењу учествује осам играчица које су највише показале у протеклој календарској години.
Наградни фонд износи 3.000,000 долара.
Следећа табела даје преглед награда и рејтинг бодова који се могу освојити на овом турниру у појединачној конкуренцији.
| Пласман                  | новчана награда $ | рејтинг бодови |
| победница                | 1,000.000         | 750            |
| финалисткиња             | 500.000           | 525            |
| полуфуналисткиње         | 250.000           | 335            |
| трећепласиране у групи   | 130.000           | 185            |
| четвртопласиране у групи | 100.000           | 105            |

Избор осам најбољих направљен је према ВТА ранг листи од 29. октобра 2007.
- Архивирано на веб-сајту  (21. октобар 2007)

1. Жистин Енен  Белгија
2. Светлана Кузњецова  Русија
3. Јелена Јанковић  Србија
4. Ана Ивановић  Србија
5. Серена Вилијамс  Сједињене Државе
6. Ана Чакветадзе  Русија
7. Винус Вилијамс  Сједињене Државе - одустала
8. Данијела Хантухова  Словачка
9. Марија Шарапова  Русија
Резерве:
10. Марион Бартоли  Француска
11. Елена Дементјева  Русија
Титулу освојену прошле године брани Жистин Енен.
Осам такмичарки је подељено у две групе: Жуту и Црвену.

## Жута група

### Резултати
| Победник       | Противник       | Резултат         |
| -------------- | --------------- | ---------------- |
| Жистин Енен    | Ана Чакветадзе  | 6-1, 7-6(4)      |
| Жистин Енен    | Јелена Јанковић | 6-2, 6-2         |
| Ана Чакветадзе | Серена Вилијамс | 6-4, предаја     |
| Жистин Енен    | Марион Бартоли  | 6-0, 6-0         |
| Ана Чакветадзе | Јелена Јанковић | 6-4, 0-6, 6-3    |
| Марион Бартоли | Јелена Јанковић | 6-1, 1-0 предаја |

| Табела Жуте групе  | И | Д | П | ДС | ИС |
| 1. Жистин Енен     | 3 | 3 | 0 | 6  | 0  |
| 2. Ана Чакветадзе  | 3 | 2 | 1 | 4  | 3  |
| 3. Марион Бартоли  | 2 | 1 | 1 | 2  | 2  |
| 4. Јелена Јанковић | 3 | 0 | 3 | 1  | 6  |
| 5. Серена Вилијамс | 1 | 0 | 1 | 0  | 2  |

- Легенда:
 И =играо, П = победа, П = пораз, ДС = добијени сетови, ИС = изгубљени сетови, Б = бодови,

Због повреде у првом мечу Серена Вилијамс је одустала од даље игре. Вилијамсову је заменила прва резерва Марион Бартоли.

## Црвена група

### Резултати
| Победник           | Противник          | Резултат      |
| ------------------ | ------------------ | ------------- |
| Марија Шарапова    | Данијела Хантухова | 6-4, 7-5      |
| Ана Ивановић       | Светлана Кузњецова | 6-1, 4-6, 7-5 |
| Ана Ивановић       | Данијела Хантухова | 6-2, 7-6(9)   |
| Марија Шарапова    | Светлана Кузњецова | 5-7, 6-2, 6-2 |
| Марија Шарапова    | Ана Ивановић       | 6-1, 6-2      |
| Данијела Хантухова | Светлана Кузњецова | 7-6(7), 6-0   |

| Табела Црвене групе   | И | Д | П | ДС | ИС |  |
| 1. Марија Шарапова    | 3 | 3 | 0 | 6  | 1  |  |
| 2. Ана Ивановић       | 3 | 2 | 1 | 4  | 3  |  |
| 3. Данијела Хантухова | 3 | 1 | 2 | 2  | 4  |  |
| 4. Светлана Кузњецова | 3 | 0 | 3 | 2  | 6  |  |

## Полуфинале
| Победник        | Противник      | Резултат |
| --------------- | -------------- | -------- |
| Марија Шарапова | Ана Чакветадзе | 6-2, 6-2 |
| Жистин Енен     | Ана Ивановић   | 6-4, 6-4 |

## Финале
| Победник    | Противник       | Резултат       |
| ----------- | --------------- | -------------- |
| Жистин Енен | Марија Шарапова | 5- 7, 7-5, 6-3 |